# Amphilophus alfari
Amphilophus alfari är en fiskart som först beskrevs av Meek, 1907.  Amphilophus alfari ingår i släktet Amphilophus och familjen Cichlidae. Inga underarter finns listade i Catalogue of Life.